# Athysanella rubicunda
Athysanella rubicunda är en insektsart som beskrevs av Ball och Beamer 1940. Athysanella rubicunda ingår i släktet Athysanella och familjen dvärgstritar. Inga underarter finns listade i Catalogue of Life.